# Свердлов (лек крайцер, 1950)
Свердлов e лек крайцер на ВМФ на СССР от проект 68-бис, „Свердлов“. Главен кораб на серията. Заводски номер: 408.

## История на строителството
- 3 декември 1947 г. – зачислен в списъците на ВМФ.
- 15 октомври 1949 г. – заложен в КСЗ № 189 („Завод Орджоникидзе“, Ленинград).
- 5 юли 1950 г. – спуснат на вода.
- 15 май 1952 г. – влиза в строй.

## История на службата
- 31 август 1952 г. – влиза в състава на 4-ти флот.
- 11 – 18 юни 1953 г. – визит в Портсмът за коронацията на кралица Елизабет II. Участва във военноморския парад на Спитхедския рейд.[2]
- 12 – 17 октомври 1955 г. – Портсмът.
- 20 – 25 юли 1956 г. – визита в Ротердам.
- 24 декември 1955 г. – преведен в ДКБФ (Двойно Червенознаменния Балтийски флот).
- 24 декември 1960 г. – 14 юли 1961 г. и 12 февруари 1966 г. – 29 април 1966 г. – преминава основен ремонт в Ленинград после е изваден от бойния състав на ВМФ, законсервиран и поставен на стоянка.
- 11 февруари 1972 г. – разконсервиран и въведен в строй.
- 5 – 9 октомври 1973 г. – визит в Гдиня.
- 16 – 22 април 1974 г. – визит в Алжир.
- 21 – 26 юни 1974 г. – визит в Шербур.
- 27 юни – 1 юли 1975 г. – визит в Гдиня
- 5 – 9 октомври 1976 г. – визит в Росток.
- 21 – 26 юни 1976 г. – визит в Бордо.
- 7 февруари 1977 г. – вторично влиза за основен ремонт.
- 14 февруари 1978 г. – законсервиран и поставен в Лиепая на дълговременно съхранение.
- 30 май 1989 г. – разоръжен и изключен от състава на ВМФ.
- 31 октомври 1989 г. – разформирован.
- 1990 г. – продаден на частна индийска фирма за скрап.